# Kvillinge landskommun
Kvillinge landskommun var fram till 1971 en kommun i Östergötlands län, med Åby som centralort.

## Administrativ historik
Denna landskommun inrättades i Kvillinge socken i Bråbo härad i Östergötland när 1862 års kommunalförordningar trädde i kraft.
Vid storkommunreformen 1952 tillfördes förutvarande Simonstorps landskommun. Denna kommun ägde bestånd fram till utgången av 1970. Den 1 januari 1971 uppgick den i Norrköpings kommun.
Kommunen hade 5 507 invånare år 1955 enligt Svensk uppslagsboks andra upplaga.
Kommunkoden 1952–1970 var 0529.

### Kyrklig tillhörighet
I kyrkligt hänseende tillhörde kommunen Kvillinge församling. Den 1 januari 1952 tillkom Simonstorps församling.

## Geografi
Kvillinge landskommun omfattade den 1 januari 1952 en areal av 292,06 km², varav 266,14 km² land.

### Tätorter i kommunen 1960
| Tätort     | Folkmängd |
| ---------- | --------- |
| Åby        | 2 795     |
| Jursla     | 662       |
| Simonstorp | 219       |
| Herstaberg | 217       |

Tätortsgraden i kommunen var den 1 november 1960 70,0 procent.

## Politik

### Mandatfördelning i valen 1938–1966
| 18 | 6 |  |

| 23 |

| 19 | 6 |

| 22 |

| 2 | 18 | 5 |

| 21 | 4 |

|  | 24 | 2 | 4 | 4 |

| 30 | 5 |

|  | 23 | 2 | 5 | 4 |

| 28 | 7 |

|  | 23 | 3 | 3 | 5 |

| 27 | 8 |

|  | 23 | 3 | 4 | 4 |

| 25 | 10 |

| 2 | 19 | 4 | 5 | 5 |

| 24 | 11 |